# Rie Kugimiya
Rie Kugimiya (釘宮 理恵?, Kugimiya Rie; 30 maggio 1979) è una doppiatrice e cantante giapponese.

## Biografia
Nata ad Osaka ma cresciuta a Kumamoto, è attiva soprattutto nel campo animato e videoludico.
È nota per aver doppiato Alphonse Elric in entrambi gli adattamenti animati di Fullmetal Alchemist, Taiga Aisaka in Toradora!, Kagura in Gintama e Happy in Fairy Tail ed Edens Zero.
È sotto contratto con la I'm Enterprise. Nel 2009 ha vinto il terzo Seiyū Awards come "Miglior personaggio femminile" per il ruolo di Taiga Aisaka in Toradora! ed ha vinto il secondo Seiyū Awards in coppia con Mitsuki Saiga come "Miglior personaggio femminile di supporto" per i ruoli di Nagi Sanzenin in Hayate no gotoku! e Shana in Shakugan no Shana. Nel corso del primo Seiyū Awards è stata candidata come "Miglior personaggio femminile" per il suo ruolo di Louise in Zero no tsukaima.

## Ruoli

### Anime
1999
- Kyorochan (Mentamaru seijin, debutto televisivo)[2]

2000
- Card Captor Sakura (Studentessa)
- Devichil (Mecchi)
- Hand Maid May (Cyberdoll Rena)
- Ojarumaru (Studentessa)
- Megami kōhosei (Ikhny Allecto)
- Rokumon Tengai Mon Kore Naito (Beauty 3, Get Sea)
- Terrestrial Defense Corp. Dai-Guard (Kogirl C)

2001
- Figure 17 (Mina Sawada)
- Super Gals! (Sayo Kotobuki)

2002
- Cosplay Complex (Delmo)
- Gravion (Brigetta)
- Jūni Kokuki (Taiki)
- Pitaten (Koboshi Uematsu)
- Rizelmine (Rizel Iwaki)

2003
- Astro Boy (Nyanko)
- Fullmetal Alchemist (Alphonse Elric)
- MegaMan NT Warrior (Anetta)
- Megami kōhosei (Ikhny Allecto)
- Zatch Bell! (Tio)

2004
- Bleach (Karin Kurosaki, Nemu Kurotsuchi, Lily)
- Burn-Up Scramble (Maya Jingu)
- Canvas 2: Nijiiro no sketch (Haruna, ep. 12)
- Gakuen Alice (Hotaru Imai)
- Gravion Zwei (Brigetta)
- Mahō Shōjo Lyrical Nanoha (Alisa Bannings)
- Maria-sama ga miteru (Toko Matsudaira)
- Midori Days (Kota Shingyoji)
- Mirmo (Murmo)
- Ninin Ga Shinobuden (Miyabi)
- Yakitate!! Japan (Monica Adenauer)

2005
- Bokusatsu tenshi Dokuro-chan (Sabato-chan)
- Elemental Gerad (Tickle "Tilel" Selvatlos)
- Loveless (Kouya Sakagami)
- Mahō Shōjo Lyrical Nanoha A's (Alisa Bannings)
- MÄR (Belle)
- Shakugan No Shana (Shana)
- Trinity Blood (Peter)

2006
- Chocotto Sister (Yurika Hanayamada)
- Digimon Savers (Ikuto Noguchi)
- Ghost Hunt (Masako Hara)
- Gintama (Kagura)
- Honey and Clover (Shinobu Morita bambino)
- Il guerriero alchemico (Victoria)
- Tokimeki Memorial Only Love (Momo Aikawa)
- Utawarerumono (Kamyu)
- Zero no tsukaima (Louise Françoise le Blanc de la Vallière)

2007
- Deltora Quest (Neridah)
- Hayate no gotoku! (Nagi Sanzenin)
- Heroic Age (Mayl)
- Hidamari sketch (Chika)
- Mobile Suit Gundam 00 (Nena Trinity)
- Nagasarete Airantō (Yukino)
- Potemayo (Nene Kasugano, Tomari Seki)
- Rental Magica (Mikan Katsuragi, Kaori Katsuragi)
- Shakugan no Shana II (Shana)

2008
- Akaneiro ni somaru saka (Yuuhi Katagiri)
- Hidamari Sketch × 365 (Chika)
- Kemeko Deluxe! (Misaki Hayakawa)
- Kyoran Kazoku Nikki (Mujaki Serpent)
- Linebarrels of Iron (Izuna Endo)
- Mnemosyne (Mimi)
- Mobile Suit Gundam 00 (Nena Trinity)
- Nabari No Ou (Miharu Rokujo)
- Nodame Cantabile stagione 2 (Catherine)
- Rosario + Vampire (Mizore Shirayuki)
- Rosario + Vampire Capu2 (Mizore Shirayuki)
- Toradora! (Taiga Aisaka)
- Zettai karen children (Mio, Momotaro, Minamoto da giovane, Nagi)

2009
- Basquash! (Flora Skybloom)
- Fairy Tail (Happy)
- Fullmetal Alchemist: Brotherhood (Alphonse Elric)
- Hayate No Gotoku seconda stagione (Nagi Sanzenin)
- Hetalia: Axis Powers (Liechtenstein)
- Isekai no Seikishi Monogatari (Lan)
- Jigoku Shōjo Mitsuganae (Shinohara Usagi episodio 15)
- Kanamemo (Mika Kujiin)
- Maria-sama Ga Miteru quarta stagione (Toko Matsudaira)
- Nogizaka Haruka no himitsu seconda stagione (Tōka Tennōji)
- Queen's Blade -Rurō no Senshi- TV (Melona/Merona)
- Saki (Yuki Kataoka)
- Shugo Chara! (Sakurai Yua)
- Shakugan No Shana S (Shana)
- Tamagotchi! (Mametchi)
- Tatakau Shisho: The Book of Bantorra (Akito)
- Umineko no naku koro ni (Shannon)

2010
- Dance in the Vampire Bund (Hysterica)
- Hidamari Sketch×☆☆☆ (Chika)
- Hyakka Ryōran Samurai Girls (Yukimura Sanada)
- Inazuma Eleven (Utsunomiya Toramaru, Rushe)
- Jewelpet Twinkle☆ (Marianne)
- Kaichō wa Maid-sama! (Rose)
- Ladies versus Butlers! (Kaoru Daichi)
- Mobile Suit Gundam 00 The Movie: A Wakening of the Trailblazer (Meena Carmine)
- Ōkami-san to Shichinin no Nakama-tachi (Mimi Usami)
- Pokémon: Il re delle illusioni Zoroark - (Celebi)
- Toaru Majutsu no Index II (Agnese Sanctis)

2011
- A Certain Magical Index (Agnese Sanctis)
- Alice in Heartland (Alice Liddel)
- Astarotte no Omocha! (Astarotte Ygvar)
- Dragon Crisis! (Rose)
- Fairy Tail (OAV) (Happy)
- Freezing (Cassie Lockheart)
- Gintama (Kagura)
- Gokicha (Chaba)
- Hidan no Aria (Kanzaki H. Aria)
- Kaitō Tenshi Twin Angel (Hazuki Kurumi)
- Kämpfer für die Liebe (Bakuhatsu Penguin)
- Saint Seiya: The Lost Canvas (Phantasos)
- Shakugan no Shana III Final (Shana)
- The Idolmaster (Iori Minase)
- Yondemasuyo, Azazel-san (Kiyoko)
- Yutani Complex (Ami Kuroda)

2012
- Battle Spirits - Sword Eyes (Haqua Estoc)
- Recorder to Randsell (Atsumi Miyagawa)
- Robotic notes (Airi)
- Tamagotchi! Yume Kira Dream (Mametchi) Arrondissement

2013
- Battle Spirits Saikyō Ginga Ultimate Zero (Rikuto April)
- Dokidoki! Pretty Cure (Aguri Madoka/Cure Ace)
- Eiga Dokidoki! Pretty Cure - Mana kekkon!!? Mirai ni tsunagu kibō no dress (Aguri Madoka/Cure Ace)
- Kenichi OAV 5 (Miu Fūrinji bambina)
- One Piece (Sugar)
- Tamagotchi! Miracle Friends (Mametchi)

2014
- Eiga Pretty Cure All Stars New Stage 3 - Eien no tomodachi (Aguri Madoka/Cure Ace)
- Le bizzarre avventure di JoJo: Stardust Crusaders (Anne)
- I Can't Understand What My Husband Is Saying (Rino)
- Mangaka-san to Assistant-san to (Kuroi Sena)
- No Game No Life (Tet)
- Trinity Seven (Sora)

2015
- Aki no kanade (Megumi Okumura)

2018
- Eiga HUGtto! Pretty Cure Futari wa Pretty Cure - All Stars Memories (Aguri Madoka/Cure Ace)

2019
- Hello World (Karasu)
- Fire Force (Haumea)

2020
- Infinite Dendrogram (Gardranda)
- Mewkledreamy (Yuni)
- Jujutsu Kaisen - Sorcery Fight (Momo Nishimiya)

2021
- Edens Zero (Happy)
- Jujutsu kaisen 0 - Il film (Momo Nishimiya)

2022
- Bleach: Thousand-Year Blood War (Nemu Kurotsuchi)

2023
- La principessa sacrificale e il re delle bestie (Anubis bambino)
- Undead Unluck (Tatiana)

2024
- The Grimm Variations (Kiyoko Otawara)

2025
- Mobile Suit Gundam GQuuuuuuX (HARO)
- Bullet/Bullet (Nosa-ane)

### Drama CD
- Hotaru Imai 
  - Gakuen Alice Rabu Potion Chūiho!
  - Gakuen Alice Mono Wasure Machine
  - Gakuen Alice Chocolate Holic
  - Pick of the Litter (Konohana)
- Angelica - Superior
  - Hetalia: Axis Powers (Lettonia)

### Videogiochi
- .hack//Link (Cello)
- Akaneiro ni Somaru Saka: Parallel (Katagiri Yuuhi)
- AquaPazza: AquaPlus Dream Match (Camyu, Satsuki Yuasa)
- Asura's Wrath (Mithra)
- Azur Lane (Vampire)
- Catherine: Full Body (Voce DLC per Catherine)
- Crimson Tears (Kaede)
- Da Capo II: Plus Situation/Plus Communication (Erika Murasaki)
- Dengeki Gakuen RPG: Cross of Venus (Shana, Taiga Aisaka, Sabato)
- Dengeki Bunko: Fighting Climax (Shana, Taiga Aisaka)
- Deus Ex: Human Revolution (Eliza Cassan)
- Dragon Quest Heroes: L'albero del mondo e le radici del male (Koro)
- Dragon Quest Heroes II (Koro)
- Dragon Quest Rivals (Koro)
- Fate/Grand Order (Archer/Oda Nobunaga, Assassin/Cleopatra)
- Final Fantasy IV (Remake) (Palom, Porom)
- Fire Emblem Heroes (Laevatein, Asbel)
- Fist of the North Star: Lost Paradise (Rin)
- Freestyle Street Basketball (Sachi Takenaka, Mikako Suzuki, Yoshino Saionji)
- Genshin Impact (Unknown God)
- Goddess of Victory: Nikke (Vesti, iDoll Ocean)
- Granblue Fantasy (Afaka, Vania, Vyrn, Kagura)
- Granblue Fantasy: Versus (Vyrn)
- Granblue Fantasy: Versus Rising (Vyrn)
- Granblue Fantasy: Relink (Vyrn)
- Granado Espada (Claire)
- Infinite Undiscovery (Vika)
- J-Stars Victory Vs+ (Kagura)
- Jujutsu Kaisen Cursed Clash (Momo Nishimiya)
- Jump Force (Navigatore)
- Konjiki no Gash Bell (Tia, Megumi Oumi)
- Like a Dragon Gaiden: The Man Who Erased His Name (Haruka Sawamura)
- Like a Dragon: Infinite Wealth (Haruka Sawamura)
- Luminous Arc 2 (Karen)
- MagnaCarta II (Celestine)
- Million Arthur: Arcana Blood (Clone Magic Guild Arthur)
- Mobile Suit Gundam 00: Gundam Meisters (Nena Trinity)
- Ninja Must Die (Morven)
- Nitroplus Blasterz: Heroines Infinite Duel (Angela Balzac)
- Nogizaka Haruka no himitsu: Cosplay Hajimemashita (Hukayama Ayane)
- Omega Strikers (Ai.Mi)
- One Piece: Unlimited Cruise (Gabri)
- Ouchi Mainichi Tamagotchi (Mametchi)
- Pangya (Kooh)
- Persona 4 (Rise Kujikawa)
- Persona 4 Arena (Rise Kujikawa)
- Persona 4 Arena Ultimax (Rise Kujikawa)
- Persona Q: Shadow of the Labyrinth (Rise Kujikawa)
- Persona 4: Dancing All Night (Rise Kujikawa)
- Persona Q2: New Cinema Labyrinth (Rise Kujikawa)
- Red Thread (Tsudura Wakasugi)
- Riviera: The Promised Land (Ecthel, Ein)
- Rune Factory: A Fantasy Harvest Moon (Mei)
- Rune Factory 3: A Fantasy Harvest Moon (Mei)
- Rune Factory 3 Special (Mei)
- Ryū ga Gotoku Kenzan! (Haruka)
- Ryū ga Gotoku Ishin! (Haruka)
- Sakura Wars (videogioco 2019) (Margaret)
- Samurai Shodown VI (Rimururu)
- Secret of Mana (Luka)
- Shikigami no Shiro (Ise Nagino)
- Star Ocean: Second Evolution (Precis F. Neumann)
- Star Ocean: The Second Story R (Precis F. Neumann)
- Street Fighter 6 (Lily Hawk)
- Summon Night X: Tears Crown (Elnadita Clevertink)
- Super Robot Wars Z2: Destruction Chapter (Nena Trinity)
- Super Robot Wars Z2: Rebirth Chapter (Nena Trinity)
- Super Robot Wars T (Angela Balzac)
- Super Robot Wars 30 (Alouette Pommiers, Hokuto Hayasugi (giovane))
- Tales of Symphonia: Dawn of the New World (Marta Lualdi)
- Tales of the World: Radiant Mythology 3 (Marta Lualdi)
- Tales of the Rays (Marta Lualdi)
- Tamagotchi Collection (Mametchi)
- Tamagotchi no narikkiri challenge (Mametchi)
- Tamagotchi no narikkiri channel (Mametchi)
- Tamagotchi seshūn no Dream School (Mametchi)
- Tears to Tiara II: Heir of the Overlord (Tarte, Tanit)
- The Idolmaster (Minase)
- The King of Fighters: All Star (Kagura)
- The Legend of Heroes: Trails from Zero (KeA)
- The Legend of Heroes: Trails to Azure (KeA)
- The Legend of Heroes: Trails of Cold Steel IV (KeA Bannings, Beryl)
- The Legend of Heroes: Trails into Reverie (KeA Bannings)
- Toradora Portable (Aisaka Taiga)
- Triangle Strategy (Decimal)
- Umineko no naku koro ni: majo to suiri no rondo (Shannon)
- Utawarerumono: Mask of Deception (Camyu)
- Utawarerumono: Mask of Truth (Camyu)
- X-Blades (Ayumi)
- Xenosaga Episode I: Der Wille zur Macht (Mary Godwin)
- Xenosaga Episode II: Jenseits von Gut und Bose (Mary Goldwin)
- Xenosaga Episode III: Also Sprach Zarathustra (Mary Goldwin)
- Xenoblade Chronicles 3 (Juniper)
- Yakuza (Haruka Sawamura)
- Yakuza 2 (Haruka Sawamura)
- Yakuza 3 (Haruka Sawamura)
- Yakuza 4 (Haruka Sawamura)
- Yakuza: Dead Souls (Haruka Sawamura)
- Yakuza 5 (Haruka Sawamura)
- Yakuza Kiwami (Haruka Sawamura)
- Yakuza 6: The Song of Life (Haruka Sawamura)
- Yakuza Kiwami 2 (Haruka Sawamura)
- Zero Escape: Virtue's Last Reward (Quark)

### Ruoli di doppiaggio
- Ruby Gloom - Ruby Gloom
- Billy - Thomas and Friends
- Stanley - The Great Discovery
- Mr Noisy - Mr Men